# XV Korpus Armii Imperium Osmańskiego

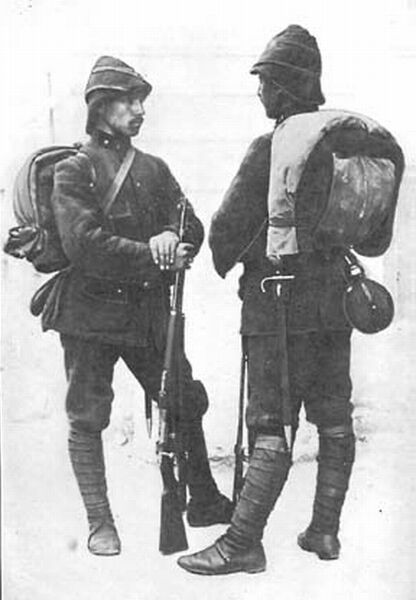
Umundurowanie żołnierzy tureckich w czasie I wojny światowej

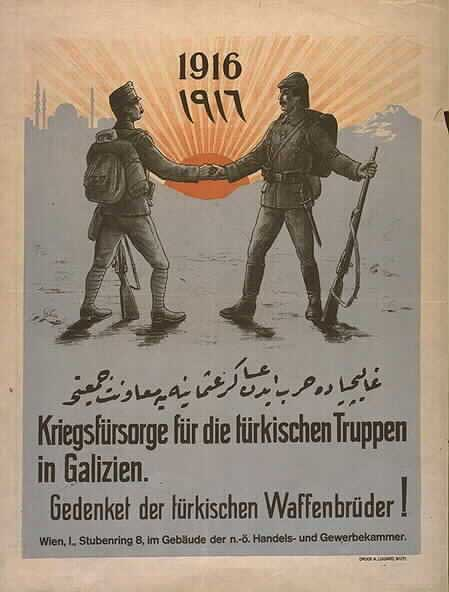
Plakat propagandowy z 1917 z czasów walk XV Korpusu na froncie galicyjskim

XV Korpus Armii Imperium Osmańskiego (tur. 15'inci Kolordu lub On Beşinci Kolordu) – korpus armii tureckiej z czasów Imperium Osmańskiego i Republiki Tureckiej. Sformowany na początku 1915 roku, w czasie wojny wielokrotnie przeformowany, wziął udział w bitwach na wielu frontach: w bitwie o Gallipoli, na froncie galicyjskim, w kampanii synajsko-palestyńskiej oraz na froncie kaukaskim.

## Dowódcy korpusu
- Mirliva Weber Pashao (4 kwietnia 1915[1]-)
- Miralay Yakup Şevki Bey (3 maja 1916 – 18 listopada 1916[2])
- Mirliva Cevat Pasha (18 listopada 1916 – 19 sierpnia 1917[3])
- Miralay Ahmet Fevzi Bey
- Mirliva Mehmet Ali Pasha
- Mirliva Ali Rıza Pasha
- Mirliva Kâzım Karabekir Pasha (3 marca 1919 – 9 czerwca 1920[4])

## Orde de bataille
Na dzień 11 lipca 1916 roku OdeB XV korpusu przedstawiał się następująco:

### Kwiecień 1915
- 3 Dywizja Armii Imperium Osmańskiego
- 11 Dywizja Armii Imperium Osmańskiego[5]

### Sierpień 1916
- 19. Dywizja Armii Imperium Osmańskiego
  - 57. pułk piechoty (dowódca: Binbaşı Hayri Bey, szef sztabu: Binbaşı Lütfü Bey)
  - 72. pułk piechoty (dowódca: mjr Rıfat Bey)
  - 77. pułk piechoty (dowódca: Kaymakam Saip Bey)
  - dwie kompanie c.k.m.
  - 5. szwadron 4. pułku kawalerii
  - pułk artylerii (dowódca: Binbaşı Ziya)
    - 2. batalion z 25. pułku artylerii
    - 1. batalion z 9. pułku artylerii

  - 4. kompania inżynieryjna z 3. batalionu inżynieryjnego
  - 19. kompania medyczna
  - oddział łączności

- 20. Dywizja Armii Imperium Osmańskiego (dowódca: Kaymakam Yasin Hilmi Bey, szef sztabu: kapitan İsmail Hakkı)
  - 61. pułk piechoty (dowódca: Kaymakam Bahaattin Bey)
  - 62. pułk piechoty (dowódca: Binbaşı Nazmi Bey)
  - 63. pułk piechoty (dowódca: Binbaşı Ahmet Muhtar Bey)
  - dwie kompanie c.k.m.
  - 6. szwadron 12. pułku kawalerii
  - 20. pułk artylerii (dowódca: Binbaşı Süleyman Avni Bey)
  - 4. kompania inżynieryjna z 4. batalionu inżynieryjnego[6]

### Grudzień 1916
- XV Korpus (dowódca: Mirliva Cevat Pasha)
- 19. dywizja (dowódca: Kaymakam Sedat Bey)
- 20. dywizja (dowódca: Kaymakam Yasin Hilmi Bey)[7]

### Sierpień 1917
- 19. dywizja
- 20. dywizja[8]

### Styczeń-czerwiec 1918
Po ciężkich walkach na Bliskim Wschodzie przy wysokich stratach osobowych struktura organizacyjna została zniszczona i XV korpus przechodził przeformowanie.

### Wrzesień-listopad 1918
- 41. dywizja
- 44. dywizja[10][11]

### Styczeń 1919
- 3. dywizja (Tortum)
  - trzy pułki piechoty: 7., 8. i 1.
- 12. dywizja (Erzurum)

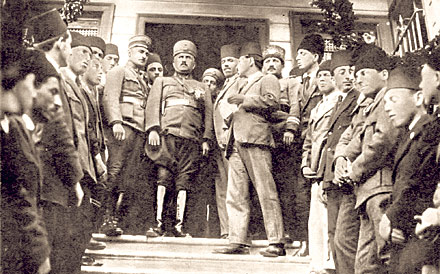
Dowódca XV Korpusu (później frontu wschodniego armii Wielkiego Zgromadzenia Narodowego Turcji) Mirliva Kâzım Karabekir Pasha w 1919

  - trzy pułki piechoty: 30., 35. i 36.
- 9. Dywizja Kaukaska (Hasankale; obecnie: Pasinler)
  - trzy pułki piechoty: 17., 28. i 29.
- 11. Dywizja Kaukaska (Van)
  - trzy pułki piechoty: 18., 38. i 34.[12][13]

## Ciekawostki
480 żołnierzy XV Korpusu poległych z odniesionych ran na froncie galicyjskim w latach 1916-1917 spoczywa w Budapeszcie na Cmentarzu Tureckim.
Spośród kilkudziesięciu żołnierzy hospitalizowanych w szpitalu garnizonowym w Krakowie zmarło co najmniej 10 i zostało pochowanych na Cmentarzu Rakowickim. Upamiętnia ich symboliczny nagrobek zlokalizowany w „kwaterze bośniackiej” (nr XXIII).